# La Alameda (Tlajomulco)
La Alameda es una localidad del estado mexicano de Jalisco. Es parte del municipio de Tlajomulco de Zúñiga.

## Demografía
| Gráfica de evolución demográfica |
|                                  |

| Censo | Población |
| ----- | --------- |
| 1980  | 744       |
| 1990  | 506       |
| 2000  | 3 089     |
| 2010  | 9 013     |
| 2020  | 11 394    |